# NGC 1559

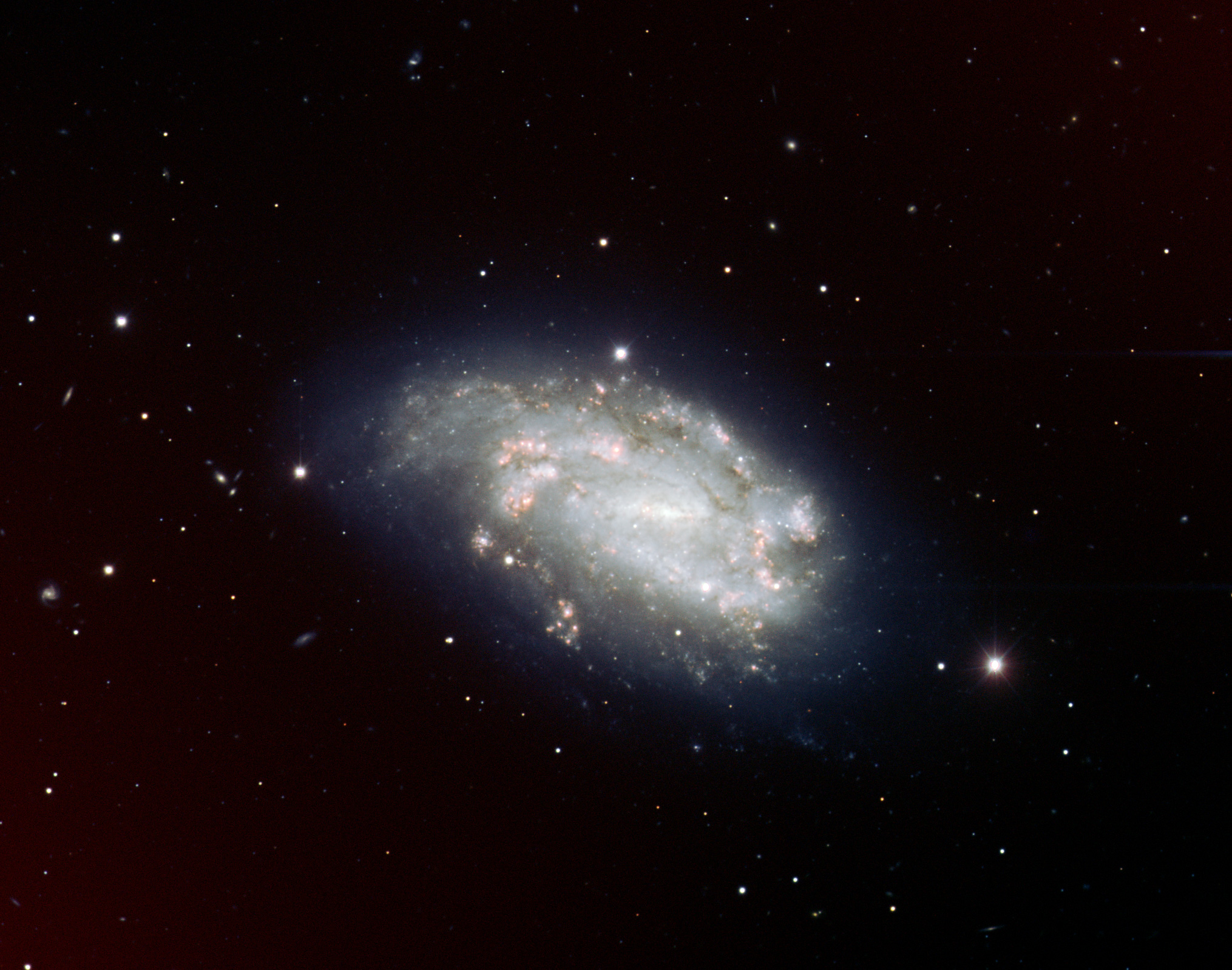
NGC 1559

NGC 1559 هي مجرة حلزونية تقع في كوكبة الشبكة (كوكبة). وأيضا مجرة زايفرت. على الرغم من أنه كان يعتقد أن تكون عضوا في مجموعة دورادو، وقد أظهرت الملاحظات اللاحقة أنه في الواقع ليس عضوا في أي مجموعة وليس لديها أي مجرة قريبة. لديها أسلحة دوامة ضخمة وتشكيل نجوم قوي. تحتوي على قضيب صغير موجه نحو الشرق والغرب ويمتد 40 درجة. القضيب والقرص هي مصدر انبعاثات لاسلكية قوية جدا.
في عام 2005 لوحظ مستعر أعظم من النوع A1. اثنان من المستعرات الأعظم اكتشفت في NGC 1559 الأول عام 1984 والثاني عام 1986. تم اكتشاف الثلاثة جميعا من قبل الفلكي الأسترالي روبرت ايفانز.

## وصلات خارجية
- NGC 1559 على موقع ويكي سكاي: DSS2, SDSS, GALEX, IRAS, Hydrogen α, X-Ray, Astrophoto, Sky Map, Articles and images